# Теравити
Теравити (англ. Cape Terawhiti) — мыс, самая западная точка региона Веллингтон.
Мыс расположен в 16 км к западу от центра Веллингтона, столицы Новой Зеландии, на территории района Макара. От мыса Перано-Хед на острове Арапава Теравити отделяет 22 км, от Южного острова — 28 км. Это самое узкое место пролива Кука.
Маорийское название мыса — Oмeрe. В 1769 году Кук поинтересовался у маори, что за земля расположена на востоке через пролив. Из-за ошибки переводчика Тупеа был получен ответ Те-Ра-Вити, означающий «восходящее солнце».
Теравити также конечная точка HVDC Inter-Island, межостровного силового кабеля через пролив Кука.
Мыс получил известность 23 июля 1851 года, когда около него затонуло судно Maria, следовавшее в Веллингтон. Хотя крушение произошло в 400 м от берега, спастись удалось лишь двум морякам, 26 человек пропало. Позже было обнаружено 11 тел, в том числе капитана Планка.
В 1862 году в окрестностях Теравити стали добывать золото. Восточнее была образована станция Теравити, одна из старейших и крупнейших овцеводческих ферм Новой Зеландии, расположенная вдоль побережья Веллингтона. Сегодня площадь станции составляет 52 км². С 1993 года на ней разводят и крупный рогатый скот.
Пролив Кука — очень ветренное место, часто ветра останавливают проход судов. В XXI веке новой деятельностью в Теравити становится ветроэнергетика. В 2009 году было установлено 62 турбины. Согласно расчётам проекта West Wind, мощность вырабатываемой энергии может составить 143 МВт, что хватит для электроснабжения  всех домов в Веллингтоне, Лоуэр-Хатте, Аппер-Хатте и Порируа.

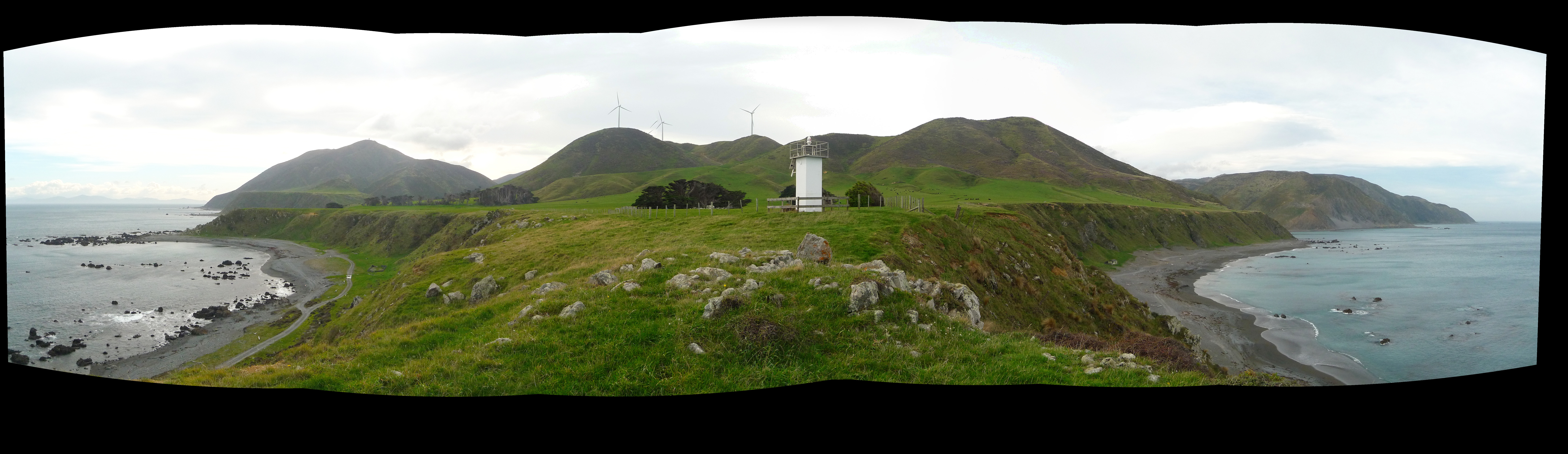
Панорама на мысе Теравити